# Gabrielle Duchêne

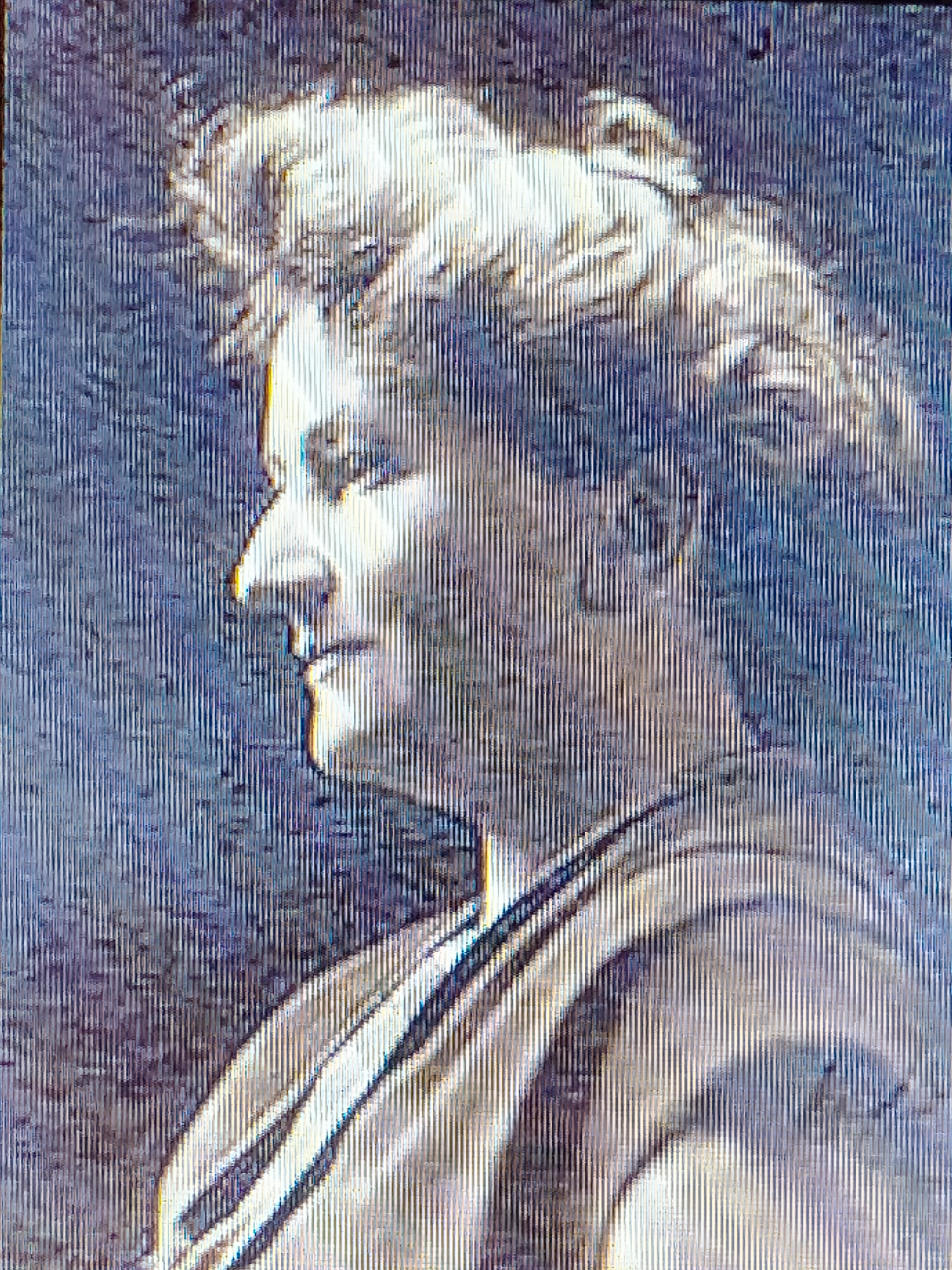
Gabrielle Duchêne

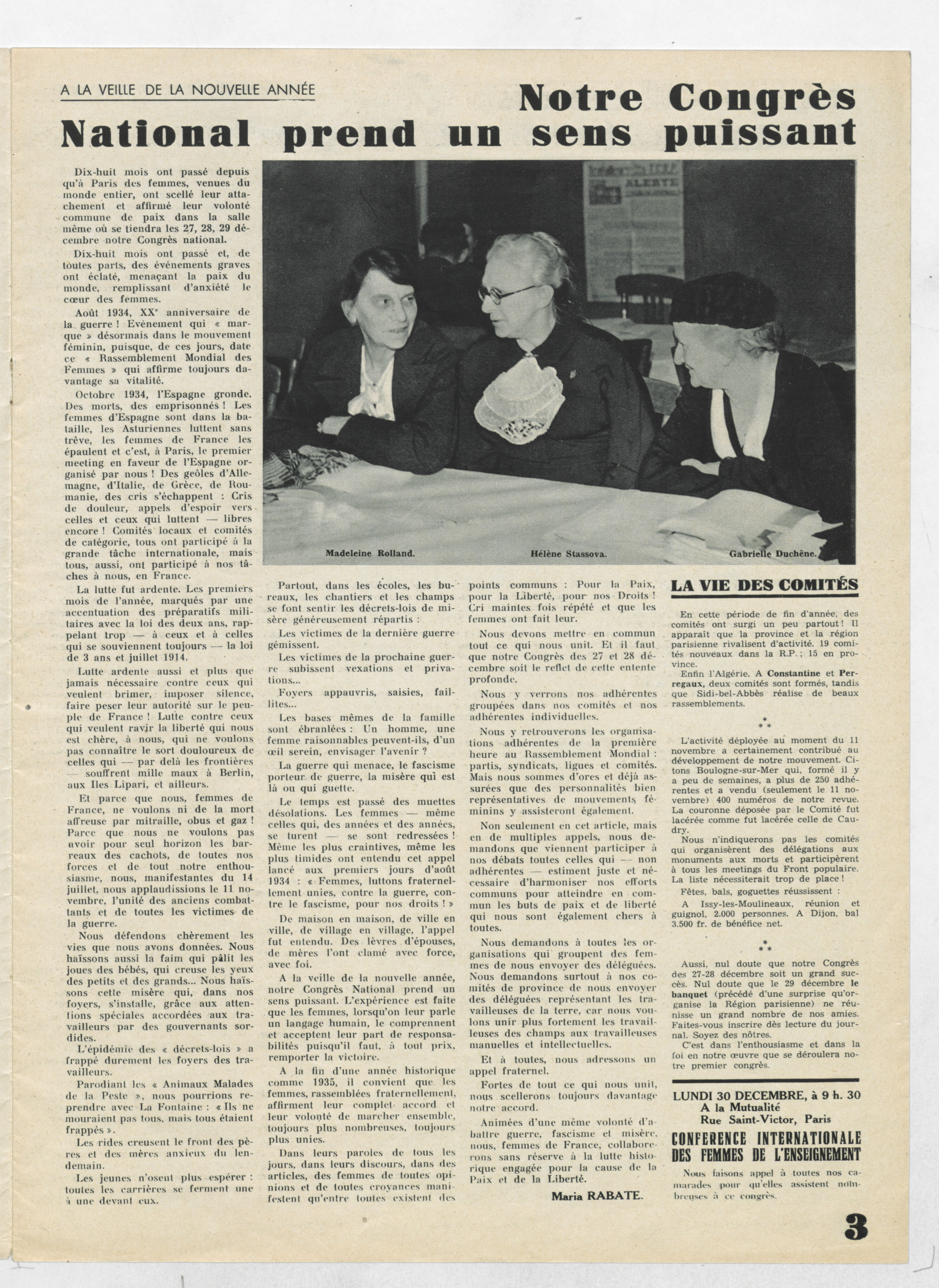
Rolland, Stassova, Duchêne 1935

Gabrielle Duchêne (* 26. Februar 1870 in Paris; † 3. August 1954 in Zürich) war eine französische Gewerkschaftsaktivistin, Feministin und Pazifistin.

## Anfänge
Gabrielle Duchêne wurde im 16. Arrondissement von Paris geboren und stammte aus einer wohlhabenden Familie. Sie war die Tochter von Joseph Laforcade, Chefgärtner der Stadt Paris, und Denise Rosalie Maréchal. Sie heiratete den Gartenarchitekten Achille Duchêne. Das Paar hatte eine Tochter, Suzanne, die spätere Frau des Russen Alexandre Roubakine. Sie lebten in der Avenue de New-York 10, wo eine Gedenktafel an Achille Duchêne und seinen Vater erinnert.

## Frauenarbeit
Gabrielle Duchêne engagierte sich nach der Dreyfus-Affäre im öffentlichen Leben, zunächst in der Frauen- und Gewerkschaftsbewegung. Sie war empört über den Egoismus ihres bürgerlichen Milieus gegenüber dem Elend der Arbeiter. Duchêne setzte sich vor allem für den Schutz der Frauenarbeit ein und leitete ein philanthropisches Werk, die „Assistance par le travail“ (Unterstützung durch Arbeit). Im Jahr 1908 gründete sie L’Entraide (Selbsthilfe), eine Genossenschaft zur Herstellung von Wäscherei- und Näherzeugnissen, in der sie alle dort beschäftigten Wäscherinnen gewerkschaftlich organisierte. Als sie die Unzulänglichkeiten der genossenschaftlichen Arbeit feststellte, trat sie dem Gewerkschaftsrat der Hemden- und Wäscheindustrie bei. Von 1913 bis 1915 war sie Vorsitzende der Sektion Arbeit des Conseil national des femmes françaises, der wichtigsten Frauenorganisation des Landes mit reformistischer Tendenz. Wie Emmanuelle Carle in ihrer Dissertation feststellt, „besteht das Hauptmerkmal ihres Feminismus in dem Wunsch, den radikalen gewerkschaftlichen Wirtschaftsfeminismus mit dem gemäßigten bürgerlichen politischen Feminismus zu versöhnen.“
Ebenfalls 1913 gründete sie das Office français du travail féminin à domicile (Französisches Amt für Heimarbeit von Frauen), das Frauen gegen Lohnausbeutung schützen sollte. Sie gründete auch das Office français des intérêts féminins (Französisches Amt für Fraueninteressen).
1915 arbeitete Duchêne beim Comité intersyndical d’action contre l’exploitation de la femme (Intersyndikales Aktionskomitee gegen die Ausbeutung der Frau). Sie setzte sich für gleiche Löhne, die gewerkschaftliche Organisierung der Arbeiter und die Einführung eines Mindesteinkommens ein. Sie untersuchte die Entwicklung der Gesetzgebung in anderen Ländern als Frankreich und veröffentlichte eine Broschüre, in der sie für gleichen Lohn für gleiche Arbeit plädierte. Die Verabschiedung des Mindestlohngesetzes 1915, für das sie sich eingesetzt hatte, führte in der Folge zur Entwicklung von Frauengewerkschaften in Frankreich; das Gesetz wurde jedoch nicht umgesetzt.

## Pazifismus
Während des Ersten Weltkriegs lehnte Gabrielle Duchêne die Union sacrée (Allparteienregierung) ab, der sich fast alle Frauenverbände angeschlossen hatten. Sie wandte sich vom Syndikalismus zum Pazifismus, blieb aber dem Thema der wirtschaftlichen Befreiung der Frauen verpflichtet.
Im April 1915 schloss sie sich dem Internationalen Frauenkongress in Den Haag an, der auf Initiative der Amerikanerin Jane Addams sowie amerikanischer und niederländischer feministischer und pazifistischer Verbände ins Leben gerufen worden war. Es handelte sich um eine Abspaltung der Frauenbewegung, da diese Aktivistinnen sich weigerten, die Kriegsanstrengungen zu unterstützen und stattdessen eine friedliche Lösung des Konflikts forderten. Duchêne trat dem Comité international des femmes pour la paix permanente (Internationales Frauenkomitee für ständigen Frieden, CIFPP) bei. Im Mai 1915 gründete sie dessen französische Sektion. Generalsekretärin wurde Jeanne Halbwachs. Die Gruppe hatte 1916 allerdings nur 100 Mitglieder.
Im November 1915 verbreitete die französische Sektion des CIFPP eine von dem Philosophen Michel Alexandre (dem späteren Ehemann von Jeanne Halbwachs) verfasste Broschüre mit dem Titel „Un devoir urgent pour les femmes“ (Eine dringende Pflicht für die Frauen). Das Dokument wurde anonym und ohne Genehmigung der Zensurbehörde veröffentlicht. Der Text, der an Lehrerinnen und Frauen im Postdienst verschickt wurde, stellte die Notwendigkeit in Frage, einen aussichtslosen Krieg fortzusetzen, und forderte die alliierten Regierungen auf, ihre Bedingungen bekannt zu geben und keinen Friedensvorschlag, von welcher Seite auch immer, abzulehnen. Diese Veröffentlichung rief die Polizei auf den Plan und führt zu heftigen Kommentaren in der Presse. Im Dezember wurde die Wohnung von Gabrielle Duchêne durchsucht und zahlreiche Dokumente wurden beschlagnahmt. Ab diesem Zeitpunkt kamen die pazifistischen Aktivitäten des Komitees fast vollständig zum Erliegen. Hélène Brion, Mitglied der Sektion, wurde Anfang 1918 wegen „Defätismus“ vor das Kriegsgericht gestellt.
Die Leiterinnen des französischen Komitees der CFIPP waren auch Mitglieder der Ende 1915 gegründeten Société d’études critiques et documents sur la guerre (Gesellschaft für kritische Studien und Dokumente über den Krieg), in der sich die pazifistische Minderheit der Ligue des droits de l’homme zusammengeschlossen hatte.
Duchene setzte sich während des gesamten Krieges trotz des Risikos der Strafverfolgung für den Frieden ein. Im Dezember 1917 wurde das Comité d’Action Suffragiste (Suffragistisches Aktionskomitee) gegründet, das von Jeanne Mélin, Marthe Bigot und Gabrielle Duchêne geleitet wurde. Das Komitee organisierte Versammlungen, bei denen es z. B. durch Filmvorführungen versuchte, Arbeiterinnen und Arbeiter zu gewinnen. Es setzte sich nicht nur für das Frauenwahlrecht ein, sondern wollte auch ein Referendum organisieren, um die Kämpfe zu beenden.
Auf dem Kongress in Zürich 1919 wurde die CIFPP in Internationale Frauenliga für Frieden und Freiheit (Ligue internationale des femmes pour la paix et la liberté) umbenannt. Diese internationale pazifistische und feministische Vereinigung war ideologisch von den Idealen Woodrow Wilsons beeinflusst. Gabrielle Duchêne wurde Generalsekretärin der französischen Sektion und spielte eine führende Rolle in deren internationalen Gremien (Kongresse, Exekutivausschüsse, Konferenzreisen usw.). Ihre pazifistischen Aktivitäten gingen jedoch weit über den Rahmen dieser Organisation hinaus, so nahm sie beispielsweise am Internationalen Friedenskongress teil, der auf Initiative des Internationalen Gewerkschaftsbundes vom 10. bis 15. Dezember 1922 in Den Haag stattfand. Auf diese Weise verband sie gewerkschaftliches und pazifistisches Engagement. Ihr pazifistisches Engagement nahm in den 1930er Jahren zunehmend antifaschistische Züge an. Dennoch blieb sie bis zu ihrem Tod Präsidentin der französischen Sektion der Internationalen Frauenliga für Frieden und Freiheit.

## Antifaschismus
Seit Anfang der 1920er Jahre engagierte sich Gabrielle Duchêne für die junge Sowjetunion. Sie beteiligte sich an der Kampagne zur Unterstützung der Opfer der Hungersnot von 1921–1923 (Comité français de secours aux enfants, Französisches Komitee für Kinderhilfe). Als Mitglied des vom Roten Kreuz gegründeten Internationalen Hilfskomitees für Russland unternahm sie in dessen Auftrag zahlreiche Vortragsreisen. Ab 1926 war sie Mitglied der Internationalen Roten Hilfe.
Als Sympathisantin der UdSSR wurde sie Ende der 1920er Jahre „Mitstreiterin“ der Kommunistischen Partei Frankreichs. Der Partei scheint sie allerdings nie beigetreten zu sein. Für die Historikerin Emmanuelle Carle bedeutete dies einen Wendepunkt, da ihr zuvor pragmatischer Pazifismus nun kommunistisch „eingefärbt“ war.
Als diese 1927 gegründet wurde, trat sie der Gesellschaft der Freunde der UdSSR bei und nahm als Delegierte der Frauensektion der Confédération générale du travail unitaire (Allgemeiner Einheitsverband der Arbeit) an den Feierlichkeiten zum zehnten Jahrestag der Oktoberrevolution in Moskau teil.
In den Jahren 1927 und 1928 beteiligte sie sich an der Gründung des Cercle de la Russie neuve (Kreis des neuen Russland). Wie die Historikerin Sophie Coeuré in La Grande lueur à l’Est (Das Große Leuchten im Osten) bemerkt, bezeichnete sich die Vereinigung als unpolitisch, obwohl sie mit der VOKS, der Allunionsgesellschaft für kulturelle Verbindung mit dem Ausland, verbunden war. Während der Volksfront wurde der Cercle in Association pour l’étude de la civilisation soviétique (Verein für das Studium der sowjetischen Zivilisation) umbenannt und Gabrielle Duchêne wurde Generalsekretärin. In dieser Funktion unternahm sie 1936 eine Studienreise in die UdSSR. 1937 nahm sie an den Französischen Tagen für Frieden und Freundschaft mit der UdSSR teil, die im großen Amphitheater der Sorbonne stattfanden, und hielt einen Vortrag mit dem Titel „L’évolution des républiques fédérées“ (Die Entwicklung der föderierten Republiken).
Im Februar 1927 nahm sie als Mitglied des Exekutivkomitees am Gründungskongress der Liga gegen Imperialismus in Brüssel teil, einer Vereinigung, die sich mit Hilfe der Dritten Internationale für die Entwicklung des antikolonialen Kampfes einsetzte. 1929 besuchte sie die allgemeine Abrüstungskonferenz in Frankfurt und 1932 die in Paris; im selben Jahr nahm sie in Amsterdam an dem von Romain Rolland und Henri Barbusse geleiteten Kongress gegen Krieg und Imperialismus teil, auf dem die Amsterdam-Pleyel-Bewegung ins Leben gerufen wurde. Unmittelbar danach wurde ein Komitee für den Kampf gegen den imperialistischen Krieg gegründet, dessen Vorstand sie angehörte. Nach der Krise vom 6. Februar 1934, die einen Putsch der extremen Rechten befürchten ließ, trat sie dem Comité d’action antifasciste et de vigilance (Komitee für antifaschistische Aktion und Wachsamkeit) bei.
1934 war sie eine der Sekretäre des Comité mondial des femmes contre la guerre et le fascisme  (Weltfrauenkomitee gegen Krieg und Faschismus, CMF), einer pazifistischen Frauenorganisation, die der kommunistischen Bewegung nahestand. Das Komitee hatte nach eigenen Angaben weltweit 10 Millionen Mitglieder, davon 100.000 in Frankreich. In ihrem Namen reiste Gabrielle Duchêne im September 1936 zum Gründungskongress des Rassemblement universel pour la paix (Universelle Versammlung für den Frieden) nach Brüssel, wo sie als Ko-Vorsitzende der Frauensektion fungierte. Darüber hinaus beteiligte sie sich an mehreren antifaschistischen Einheitsdemonstrationen und Unterstützungsgruppen für politische und antifaschistische Gefangene wie dem Thälmann-Komitee und engagierte sich für die Opfer mehrerer mitteleuropäischer Diktaturen. Gabrielle Duchêne beteiligte sich an diesen Vereinigungen und Veranstaltungen, die oft von Moskau gesponsert wurden, um eine feministisch-pazifistische Massenbewegung gegen den Faschismus zu initiieren. In ihrem Bestreben, Feminismus, Pazifismus und Kommunismus zu verbinden, agierte sie als Vermittlerin zwischen den Positionen der bürgerlichen Führerinnen der Internationale Frauenliga für Frieden und Freiheit, deren Mitgliederzahl gering war, und den zahlreichen Arbeiterinnen, die dem CMF angehörten. Dies führte erneut zu Spannungen, obwohl sie versuchte, ihre radikalen Positionen zu mäßigen, um nicht von den gemäßigteren Prinzipien der Internationale Frauenliga für Frieden und Freiheit abzuweichen.
Sie unterstützte die spanische Republik und die Volksfront, im letzteren Fall in Verbindung mit dem Zentrum für die Verteidigung der Rechte der Frau (CDDF), einem Ableger des CMF.

## Zweiter Weltkrieg und spätere Jahre
Als sie 1940, zu Beginn des Zweiten Weltkriegs, von der Gestapo gesucht wurde, verließ sie die Hauptstadt und versteckte sich in Südfrankreich. In der Nähe von Aix-en-Provence hatte sie Kontakt zu Widerstandskämpfern, musste aber nach einer Denunziation erneut umziehen. Von 1943 bis 1944 fand sie bei ihrer Freundin Claire Géniaux in Milhars (Tarn) Unterschlupf.
Nach der Befreiung nahm sie ihre kämpferische Tätigkeit wieder auf. Im Dezember 1944 trat sie dem Nationalen Initiativkomitee Frankreich-UdSSR bei, nahm in Paris am ersten Kongress der Internationalen Demokratische Frauenföderation (Fédération démocratique internationale des femmes), einer kommunistischen Massenorganisation von Frauen, teil und schloss sich verschiedenen ähnlichen Bewegungen an. Sie war auch Mitglied des Secours populaire. Ihre Tochter Suzanne wurde 1948 Mitglied der Kinderkommission der Internationalen Demokratische Frauenföderation.
Gabrielle Duchêne leitete bis zu ihrem Tod vor allem die französische Sektion der Internationalen Frauenliga für Frieden und Freiheit. Diese war die radikalste der Vereinigung und unterhielt besondere Beziehungen zur Internationalen Demokratischen Frauenföderation. Im Gegensatz dazu standen die angelsächsischen Sektionen der Internationalen Frauenliga für Frieden und Freiheit nicht nur der USA, sondern auch der sowjetischen Diplomatie misstrauisch gegenüber.
Gabrielle Duchêne starb 1954. Ihre Nachfolgerin an der Spitze der Sektion, Isabelle Pontheil, war ebenfalls eine Philokommunistin, aber weniger rachsüchtig gegenüber den USA. Anfang der 1960er Jahre führte die Entspannungspolitik zu einem Abbau der Unterschiede zu den anderen Sektionen, die ebenfalls den Dialog mit den Frauen des Ostens aufnahmen.

## Archive und Geschichtsschreibung
Das Archiv von Gabrielle Duchêne wird seit 1973 von La contemporaine aufbewahrt. Es wurde von ihrer Tochter zur Verfügung gestellt.
Zu ihrer Präsidentschaft der französischen Sektion der Internationalen Demokratische Frauenföderation siehe Yvonne Sée, Réaliser l'espérance (Die Hoffnung erfüllen, Pax, 1984), das Archiv der Sektion an der Universität von Colorado (USA) und das Archiv bei La Contemporaine (das sich vom Archiv von Gabrielle Duchêne im engeren Sinne unterscheidet).
Eine erste Forschungsarbeit über Gabrielle Duchêne wurde 1984 verfasst. Im Jahr 2005 erschien die Dissertation von Emmanuelle Carle mit dem Titel „Gabrielle Duchêne et la recherche d'une autre route: entre le pacifisme féministe et l'antifascisme“ (Gabrielle Duchêne und die Suche nach einem anderen Weg: zwischen feministischem Pazifismus und Antifaschismus), die sich auf ihr Wirken in der Zwischenkriegszeit konzentrierte. 2018 wurde ihr eine weitere Dissertation gewidmet, diesmal über ihre Tätigkeit nach dem Zweiten Weltkrieg.

## Schriften
- 1914: Le travail à domicile. Ses misères, ses dangers. Les moyens d’y remédier, Office français du travail à domicile.
- 1917: Le droit à la vie et le minimum de salaire, Imprimerie coopérative ouvrière.
- 1918: Les progrès de la législation sur le minimum de salaire avec la traduction des derniers textes législatifs des États-Unis Librairie des sciences économiques et sociales, Marcel Rivière.
- 1925: L’Éducation en vue de la paix. Rapport présenté au premier congrès général de l’enfant.
- 1919: The famine in Europe. The facts and suggested remedies
- 1929: Russie, Extrême-Orient, colonies d’Asie, von Albert Thomas, Panait Istrati, Alexander Kerenski, Marius Moutet[21] und Gabrielle Duchêne, Comité national d’études sociales et politiques.
- 1934: La femme en URSS, La Cootypographie.
- 1953: Por un mundo de paz ! Por la vida de nuestros hijos ! Por nuestros derechos ! Imp. H. Giraud.